# Catadelphus ochraceus
Catadelphus ochraceus là một loài tò vò trong họ Ichneumonidae.